# Janetaescincus braueri
Janetaescincus braueri är en ödleart som beskrevs av  Oskar Boettger 1896. Janetaescincus braueri ingår i släktet Janetaescincus och familjen skinkar. IUCN kategoriserar arten globalt som starkt hotad. Inga underarter finns listade i Catalogue of Life. Artens utbredningsområde är Seychellerna.